# Thom van Beek
Thom van Beek (Stompwijk, 8 april 1991) is een Nederlands schaatser die zowel als langebaanschaatser als marathonschaatser actief is.

## Biografie
Van Beek debuteerde bij de senioren op het NK afstanden 2011 in Heerenveen. Op de 1000 en 1500 meter werd hij respectievelijk 16e en 19e. Later die maand boekte hij zijn eerste belangrijke overwinning bij de senioren. Tijdens de tweede wedstrijd van de Holland Cup 2010/2011 wist hij op de Ireen Wüst IJsbaan beslag te leggen op het goud op de 5000 meter. Bovendien was zijn tijd goed voor een baanrecord.
Van Beek schaatste bij het Gewest Zuid-Holland waar hij trainde onder Wim den Elsen en Arnold van der Poel. Hierna maakte hij de overstap naar het marathonteam Van Werven waar hij ging knechten voor Gary Hekman en Crispijn Ariëns. Hij werd onder andere 6e op het NK marathonschaatsen.
Op 8 februari 2016 liet hij weten met ingang van seizoen 2016/2017 te trainen bij Orie's Team LottoNL-Jumbo. De transfer ketste eind maart af nadat hij positief testte op het gebruik van epo. De ploeg werd bij een marathon in Groningen en in Zweden gecontroleerd. Op 24 april 2017 werd Van Beek door de tuchtcommissie van de KNSB vrijgesproken van het gebruik van epo omdat zij geen overtuigend bewijs konden vinden en de procedure niet correct is verlopen. Deze beslissing werd echter op 28 mei 2018 weer teruggedraaid door de Commissie van Beroep van de KNSB waardoor Van Beek tot 2020 is uitgesloten van wedstrijden.

## Persoonlijk
Van Beek is werkzaam als rietdekker.

## Persoonlijke records
| Afstand      | Tijd     | Datum            | Baan       |
| ------------ | -------- | ---------------- | ---------- |
| 500 meter    | 36,87    | 30 december 2011 | Heerenveen |
| 1000 meter   | 1.11,37  | 11 november 2012 | Heerenveen |
| 1500 meter   | 1.48,92  | 28 december 2014 | Heerenveen |
| 3000 meter   | 3.52,35  | 5 maart 2010     | Berlijn    |
| 5000 meter   | 6.28,83  | 27 december 2014 | Heerenveen |
| 10.000 meter | 14.09,49 | 5 februari 2012  | Heerenveen |

## Resultaten
| Jaar | NK Afstanden        | NK Allround             | NK Sprint                |
| ---- | ------------------- | ----------------------- | ------------------------ |
| 2011 | 16e 1000m 19e 1500m | NC14 (18e, 17e, 10e, -) |                          |
| 2012 | 18e 1500m           | 8e (9e, 10e, 8e, 9e)    | 21e (22e, 22e, 21e, 19e) |
| 2013 | 15e 1000m 14e 1500m | NC13 (10e, 14e, 10e, -) |                          |
| 2014 | 19e 1500m           |                         |                          |